# Спомен-црква Свете Петке у Ћурлини
Спомен-црква Свете Петке у Ћурлини једна је од цркава из 20. века у Општини Дољевац и Епархији нишкој. Црква је изграђена 1901. на темељима Византијске гробнице из 12. века, тако да се у оквиру црквене порте налази поред храма посвећеног Светој Петки, велелепнa скулптура са сликом краља Милана Обреновића, спомен-чесма подигнута 1925. године, и некад видљиви остаци импозантне византијске базилике.

## Статус и категорија заштите
Због свог историјског, архитектонског и верског значаја Византијска базилика и спомен-црква Света Петка у Ћурлини су, 1948. године, проглашени за „Културно добро од великог значаја“ и уведени у централни регистар споменика културе у Републици Србији. Као основ за упис у регистар послужило је решење Завода за заштитуту и научно проучавање споменика културе НРС бр.671/48 од 6. маја 1948. године.
Надлежни завод који води локални регистар и бригу о овом археолошком локалитету је: Завод за заштиту споменика културе Ниш.

## Положај и стање заштите
Византијска базилика и спомен-црква Свете Петке налазе се у насељу Ћурлина у општина Дољевац и Нишавском управном округу. Црква и сви објекти у њеној порти су након рестаурације, уз материјалну помоћ Краљевине Данске, у реалативно добром стању. Скулптура са сликама краља Милана Обреновића и Св. Николе, због значајних оштећења је рестаурирана. Слике на платну су извађене из рама и након обнове изложене су у Старом двору у Београду.
Географски положај
- Северна гографска ширина: 43° 15′ 22"
- Источна географска дужина: 21° 53′ 06"
- Надморска висина: 260 m

У спомен-цркви Свете Петке у Ћурлини, тренутно се налази само мермерни рам са постаментом, без слика (или бар њихових реплика).

## Историја
Након римско-византијског периода створена је српска држава. У средњем веку српски владари и властела изградили су велики број цркава и манастира. У Јужном поморављу и Топлици настао је велики број цркава. Тековине средњовековне српске државе, на које је српски народ посебно поносан, спадају у највредније и најважнијеспоменике средњег века на тлу Европе. Један од таквих је и Византијска базилика у Ћурлини, која се не помиње у расположивим историјски изворима из тог периода, већ много касније.
Детаљан опис налазишта „Византијска базилика“, међу првима дао је наш познати књижевник и научник Милан Ђ. Милићевић, који је одмах по ослобођењу од Турака 1882. године, обишао новоослобођене крајеве Србије. О овој цркви и њеним материјалним остацима, са зидовима, тада сачуваним, до висине од око једног метра, он је између осталог записао: Црква је зидана од печених опека налик на опеке римске, олтар је окренут право ка истоку. Дужина цркве је 26,19 m од којих на олтар долази 6,80 m на праву цркву 12,46 m и на припрату 3,75 m. Милићевић је описе цркве дао након што је налазиште Византијске базилике посетио у време њеног откопавања, очему каже:
| „ | Неки Благоје Маслар из села Малошишта почео је први да откопава и да тражи цркву. Видевши да се Благојева побожна ревност награђује тако ненаданим открићем и други сељаци навале помагати Благоју и до сада је откопано свуда око зида. | ” |

Међутим различита су мишљења о њеном датовању. Својом основом најближа је грађевинама из пост-Јустинијанове епохе, старије од 12. века, док би је историјске околности у овим деловима Србије, могле ближе датовати у прву половину 11. века.
| „ | До систематских археолошких ископавања, која би требало да следе, многа питања, као и то, да је можда базилика у Ћурлини, каквих мишљења има, катедрална црква Св. Прокопија, морају остати отворена? | ” |

На локалитету ове древне базилике из раног византијског периода, више векова касније на предлог београдских општина Врачар, Савски венац и Звездара, са чијим предстваницима је, ловећи дивљач, још док је био кнез, Милан прошпартао цео Ћурлински крај подигнута је 1901. године нова црква, данашњи храм Свете Петке у Ћурлини.
Током бугарске окупације њени војници су у овој цркви исказали непримерено понашање према културном наслеђу једног народа. Црква је оскрнављена на разне начине, а слика на платну краља Милана, знатно оштећена оштрицама војничког сечива. У таквом стању 
црква у Ћурлини после Другог светског рата, била је дуго, јер се налазила ван главних комункационих праваца, а комунистичка власт није придавала већи значај верским објектима, а још мање сликама старог српског краља Милана.
Деведесетих година прошлог века због неодржавања пао је кров цркве. После тога црква је рестауирана, а слика краља Милана и Св. Николе, однете су у нишки Завод за заштиту споменика културе. Одатле, слика је 2003. године у пратњи полиције пренета у Београд на конзервацију и рестаурацију.
Конзерваторско-рестаураторски поступак на обе слике, спроведен је у више фаза, због велике деградације свих слојева слика. Слике су фиксиране Bevom 371, у топлом поступку у вакуум-столу, а затим ојачане ламинатом са истим везивом, са уметањем фрагмената одговарајућег ланеног платна у око 20% недостајућих делова. Радови су завршени јула 2005. године на обема сликама, а слике су 2007. године у реплици споменика са конзерваторско-рестаураторском документацијом изложене у Старом двору у Београду, као знак поштовања према краљу Милану Обреновићу, утемељитељу тог здања.

## Спомен-црква Свете Петке
На овом знаменитом месту из Средњег века, једним делом преко темеље византијске базилике, саграђена је спомен-црква Св. Петке у Ћурлини, у славу краља Милана Обреновића, ослободиоца ових крајева од Турака.
Црква је изграђена добровољним прилозима грађана Ниша и мештана околних села, 1900. године у време владавине Краља Александра I Обреновића. Црква је освештао епископа нишки Никанора 11. септембра 1901. године.

### Архитектура
Црква Свете Петке изграђена је у духу еклектицизма, на самом почетку 20. века, као сакрални објекат, значајан за приближавање градитељства у Јужној и источној Србији, европским достигнућима, тога периода.
Црква Свете Петке у Ћурлини једнобродна је грађевина са куполом на осмострану тамбуру и певничким трансептом у основи куполе. За часну трпезу служи сачувани део стуба са олтарне преграде накадашње византијске базилике.

### Фреско декорација
Фреско декорација Црква Свете Петке скромне је уметничке вредности и прекрива само сводне површине храма. Иконе за иконостас такође скромне вредности, рађене су у техници уље на платну с почетка 20. века.
- Фреско декорација Црква Свете Петке

## Скулптура са сликом краља Милана Обреновића
| Како је настала скулптура са сликом краља Милана Обреновића? Предлог да се изгради црква у Ћурлини и у њој ослика краљ Милан, потекла је од београдских општина Врачар, Савски венац и Звездара, са чијим предстваницима је, ловећи дивљач, још док је био кнез, Милан прошпартао цео Ћурлински крај. Тако је настао величанствени споменик краљу Милану Обреновићу, који задивљује својом монументалношћу, и плени достигнутим реализмом, који се на моменте приближава веризму, двојице истакнутих представника овога правца, Петра Убавкића и Ђорђа Крстића. |

У простору северног зида наоса цркве, између западног зида и пиластра, смештен је скулптура са сликом краља Милана Обреновића висока 5 (4,75) метара. У мермерном раму представљени су Свети Никола и портрет краља Милана. На постаменту је натпис – Краљу Милану I благодарни грађани Врачара и Савинца.
Скулптура са сликом краља Милана Обреновића израђена је 1902. године у простору северног зид Спомен-црква Свете Петке у Ћурлини, између западног зида и пиластра. Овај јединствени споменик краљу Милану Обреновићу (тада једини јужно од Београда) настао је заједничким радом; сликара Ђорђа Крстића и вајара Петра Убавкића. Обе слике на платну, парадни портрет владара, као апетоузу (величање) краља Милана и Светог Николе, његове крсне славе, насликао је Ђорђе Крстић, иначе краљев стипендиста.
Слике је уоквирио у скулптурално обрађен рам у декоративној пластици од ситнозрнастог мермера, са грбом и орлом (што приличи краљевском знамењу), на врху скулптуре, такође краљев стипендиста, вајар Петар Убавкић.
Опис слика
У линети, изнад портрета краља Милана, је слика Светог Николе, у истој сликарској техници као и портрет краља Милана. Слика Светог Николе представља - породичну славу краљевске куће Обреновића.
Слика Св. Николе је препознатљивог лика овог свеца, са кратком округлом брадом и косом, и раширеним рукама док се помаља из облака.
Портрет краља Милана Обреновића (димензије 2 х 1,3 m), који се налази испод слике Св. Николе, осликан је у стојећем ставу са левом руком ослоњеном на мач, и десном у којој држи повељу цара Душана. У доњем делу, на столу, лежи карта Балканског полуострва, а на супротној страни су планови и хартије. Краљ Милан је обучен је у црвени мундир и црне панталоне, са шињелом на леђима. Око врата му је крст, а на попрсју орден Карађорђева звезда I реда. Позадина слике је тамнија, и у виду је размакнуте завесе, одакле се пробија црвекаста светлост ране зоре. Ова светлост дискретно обасјава мајестетично владарско лице са црним брковима.